# Deltaphalanx
Die Deltaphalanx ist eine seltene angeborene Fehlbildung von Fingern und Zehen mit Verkürzung und Verformung der mittleren Anteile (Mittelphalangen) meist des Zeigefingers bzw. des 2. Zehs.
Synonyme sind: Brachydaktylie Typ A-2; Brachydaktylie Typ Mohr-Wriedt; englisch Delta bone, Δ bone; Longitudinal epiphyseal bracket; (LEB); Clinodactyly with delta phalanx
Die Erstbeschreibung stammt aus dem Jahre 1903 durch H. Ziegner. Die Namensbezeichnung bezieht sich auf eine Veröffentlichung aus dem Jahre 1919 durch die norwegischen Genetiker Otto Lous Mohr (1886–1967) und Christian Wriedt.

## Verbreitung
Die Häufigkeit ist nicht bekannt, das männliche Geschlecht scheint etwas häufiger betroffen zu sein.

## Ursache
Die Ursache wird als heterogen angesehen, es gibt isolierte Formen mit wohl autosomal-dominanter Vererbung und Assoziationen mit weiteren Fingerfehlbildungen wie Polydaktylie, Klinodaktylie oder akzessorischen Fingeranlagen.
Zugrunde liegt eine abnormale Entwicklung oder Anlage der Epiphysenkerne und der Epiphysenfuge, welche sich nicht wie normalerweise quer ober- und unterhalb der Diaphyse befinden, sondern sich entlang der mittleren Abschnitte längs ausdehnen wie eine Klammer (Bracket) und somit das Längenwachstum behindern und die Wachstumsrichtung umlenken.

## Im Rahmen von Syndromen
Bei einigen Syndromen können Deltaphalangen ein wesentliches Merkmal sein:
- Apert-Syndrom
- Pfeiffer-Syndrom
- Rubinstein-Taybi-Syndrom
- Poland-Syndrom
- Mesomele Dysplasie
- Carpenter-Syndrom

## Klinische Erscheinungen
Klinische Kriterien sind:
- bilateral symmetrische Verkürzung und deltaförmige Deformierungen Mittelphalangen,
- Diagnosestellung meist erst um das zweite Lebensjahr herum, wenn wachstumsbedingt die Fehlstellung deutlicher wird.

## Diagnose
Die Diagnose ergibt sich aus dem klinischen und röntgenologischen Befund und kann durch Kernspintomographie gesichert werden.

## Differentialdiagnose
Abzugrenzen sind andere Formen einer Klinodaktylie, die Kamptodaktylie sowie die Kirner-Deformität.

## Therapie
Die Behandlung kann bei ausgeprägter Deformierung durch operativen Eingriff erfolgen.